# Yo-Kai Watch: The Movie
Yo-Kai Watch: The Movie (映画 妖怪ウォッチ　誕生の秘密だニャン！ Eiga Yōkai Wotchi: Tanjō no Himitsu da Nyan!?) es una película de animación japonesa que es parte de la franquicia de Yo-Kai Watch. Fue lanzada el 20 de diciembre en Japón.

## Argumento
Una noche, dos malvados Yo-kai roban el Reloj Yo-kai de Nathan Adams, para evitar que los Yo-kai y los humanos sean amigos. Cuando despierta se da cuenta de que no tiene el reloj y ya no recuerda nada sobre los Yo-kai. Luego se encuentra con el Yo-kai gato gigante Meganyan, quien le dice que Yo-Kai son reales. Con la ayuda de un Yo-kai gato flotante llamado Levinyan (en Hispanoamérica)/ Hovernyan (en España), Nathan, Whisper y Jibanyan viajan 60 años atrás para encontrarse con el inventor del Reloj Yo-kai, quien es el abuelo de Nathan, Nathaniel Adams, cuando era niño. Juntos, los dos muchachos luchan contra la Dama Muerte (en Hispanoamérica) / Lady Desdicha (en España) y sus malvados secuaces, los Yo-kai Maléficos, para salvar al mundo del pasado de sus malvados planes y recuperar el Reloj Yo-kai de Nathan.

## Reparto
| Personaje             | Actor de voz (Japón) | Doblaje (Hispanoamérica) |
| --------------------- | -------------------- | ------------------------ |
| Nathan Adams          | Haruka Tomatsu       | Alejandro Graue          |
| Whisper               | Tomokazu Seki        | Mario de Candia          |
| Jibanyan              | Etsuko Kosakura      | Luciana Falcón           |
| Mininyan              | Etsuko Kosakura      | Luciana Falcón           |
| Etsuko Kosakura       | Luciana Falcón       |                          |
| Tomokazu Seki         | Mario de Candia      |                          |
| Nathaniel Adams       | Romi Paku            | Marcos Abadi             |
| Levinyan / Oscurinyan | Yūki Kaji            | Santiago Florentín       |
| Meganyan              | Yūki Kaji            | Santiago Florentín       |
| Maestro Nyada         | Ken Shimura          | Gustavo Dardés           |
| Kapandante            | Masahito Yabe        | Alejandro Gómez          |
| Felisonte             | Masahito Yabe        | René Sagastume           |
| Robonyan              | Naoki Bandō          | René Sagastume           |
| Rebelcebú             | Naoki Bandō          | Federico Llambí          |
| Dandiniche            | Masahito Yabe        | Javier Naldjián          |
| Shogunyan             | Etsuko Kozakura      | Luciana Falcón           |
| Flamileón             | Yuko Sasamoto        | Hernán Palma             |
| Cotilleja             | Chie Satō            | Carolina Odena           |
| Kyubi                 | Ryōko Nagata         | Patricio Lago            |
| Cantonio              | Naoki Bandō          | Javier Gómez             |
| Komasan               | Aya Endō             | Mara Campanelli          |

## Lanzamiento en occidente
En septiembre de 2016, se reveló a través del sitio web de Fathom Events que la película sería proyectada una sola vez el 15 de octubre, en cines selectos de los Estados Unidos. Los asistentes recibieron una exclusiva medalla Hovernyan en la proyección. Hizo su estreno en la televisión estadounidense en Disney XD el sábado 12 de noviembre de 2016.
En Latinoamérica se produjo el estreno de la película el 15 de abril de 2017 mediante Disney XD.
El estreno en cines de España está previsto para el 10 de noviembre de 2017.
En Italia desde 2018 y será distribuido por 01 Distribution, en Turquía por Buena Vista International, en Eslovenia, Croacia y Serbia por Blitz Film Company, en Polonia por SPI International Polska, en Eslovaquia, República Checa y Hungría por SPI International, en Reino Unido, Alemania, Países Bajos y Escandinavia por Universal Pictures